# アメージパング!
『アメージパング!』（英名：AMAZIPANG）は、TBSテレビおよび一部の系列局で2014年4月23日から2021年10月20日まで放送されたバラエティ番組。略称・愛称は「アメジパ」。
2016年2月までの番組名は『アメージパング! 〜オレたち ご当地外国人〜』（アメージパング オレたち ごとうちがいこくじん）。

## 概要
- 世界各国の変わった習慣や面白い文化、世界に発信したい日本の情報を紹介する番組。番組タイトルの「アメージパング」は、英語で「驚くほど見事なこと」を意味するアメージング（amazing）と、「日本」を意味するジパング（zipang）を掛け合わせた造語[1]。
- 初期は日本各地で暮らす「ご当地外国人」がリポーターとなり、外国人ならではの視点から世界に発信したい日本のマニアックな場所や文化等を紹介する内容を中心に放送。紹介VTRを見たスタジオの出演者が、世界に向けて発信すべき内容かどうかを「アメージパング」か「ダメージパング」かで判定し、全員一致でアメージパングの場合にはその紹介映像がYouTubeのTBS公式チャンネルで配信されていた（1人でもダメージパングの場合は配信されない）。

- 2016年初頭以降「アメージパング/ダメ―ジパング」の判定、及び「ご当地外国人」に関連した企画は行われなくなり、後期はクイズやゲームを通して世界各国の珍しい事情を紹介する企画、日本の歌手になりきる、芸を披露するといった個性的なキャラクターの外国人が登場する企画などが中心となった。番組当初のテーマである日本のマニアックな場所を紹介する企画は「『ニッポンの新たな観光スポットを探せ!』シリーズ」（ツライスリー、日本の新観光スポットを探せ、新観光専門店）に引き継がれたが、いずれも「ご当地外国人」ではなく番組スタッフが調査を行う。
- 番組冒頭のBGMには『激と撃』（『NARUTO -ナルト- オリジナルサウンドトラック』収録）を使用。

## V6解散・レギュラーシリーズ完結
2021年3月12日、11月1日をもってV6の解散が発表される。解散の一環で当番組も10月20日をもって放送終了。番組自体は7年半の歴史に幕を下ろした。また、これをもって2008年10月に開始した『新知識階級 クマグス』から13年間続いたTBS深夜のV6のレギュラー番組シリーズが完結した。
V6のレギュラー番組としては『学校へ行こう!』（10年11か月）、『VivaVivaV6』（フジテレビ、8年11か月）に次いで放送期間の長い番組となった。

## 出演者
レギュラー
基本的には、V6のメンバーのうち2名が各回交代で進行役・判定役として出演しているが、企画内容によっては進行をTBSアナウンサーが務め、出演メンバーに役を割り当てないこともある。また「世界のランキングですご６」のように、メンバーのうち4名が出演し、2対2の対戦形式で行われる企画もある。
森田は長らく全て判定役として出演していたが、第248回（2020年1月15日放送）で初めて進行役を務めた。
- V6
  - 20th Century
    - 坂本昌行
    - 長野博
    - 井ノ原快彦

  - Coming Century
    - 森田剛
    - 三宅健
    - 岡田准一

スタジオゲスト
基本的に各回2名および1名が判定役として出演。
- ソニア（ポルトガル出身）
- ルース・マリー・ジャーマン（アメリカ・ハワイ州出身） 
- オースティン（アメリカ出身）
- デイビッド・セイン（アメリカ出身）
- アリョーナ・ブズドゥガン（ロシア出身、北海道在住）
- サコ・ランシネ（コートジボワール出身）
- オクサナ・イワサキ（ロシア出身）
- サンドラ・ヘフェリン（ドイツ出身）
- デニス・チア・ム・カイ（シンガポール出身）
- アンナ・リトヴィネンコ（ウクライナ出身）
- ジョン・カミナリ（イタリア出身）
- 二階堂瞳子
- クワイエット・ストーム（アメリカ出身、大阪府在住）
- シモネ（ブラジル出身）
- ナンシー（台湾出身）
- ミシェル（アメリカ出身）

出演回数の多い紹介者
- クリス・グレン（オーストラリア出身、愛知県在住）
- クワイエット・ストーム

進行を務めたTBSアナウンサー
- 山本里菜 - 2019年以降、主に進行を務めている。
- 国山ハセン
- 山内あゆ
- 江藤愛
- 杉山真也
- 皆川玲奈
- 田村真子
- 近藤夏子
- 伊東楓

## 主な企画
※単発企画は省略。回によりタイトル表記が変わる企画もあるが、内容が同じ場合、統一している。
知って良かった知らない国
第55回（2015年8月12日放送）開始。日本で知名度の低い国の珍しい事情を街頭で紹介し、その驚きが大きかった順にランキング形式で紹介する企画。
派生企画として、日本でよく知られている国の意外な事情をランキング形式で紹介する「知ってるつもりで知らない国」「知ってて良かった実はそんなに知らない国」がある。
もう一見さんは入れないなんて言わせないよ絶隊
第83回（2016年4月20日放送）開始。外国人が一見では入りにくい日本のディープな飲み屋街に、クワイエット・ストームが調査員となって潜入調査を行うVTR企画。
オープニングの寸劇では、クワイエットと同じくご当地外国人のジェームズ・マウンテン（アメリカ出身、大阪府在住。企画内での呼び名は「ヤクザ刑事」）が情報屋として登場し、潜入する飲み屋街の情報を提供する。
ニッポンの新たな観光スポットを探せ!シリーズ
- ツライスリー → 日本の新観光スポットを探せ

第94回（2016年7月20日放送）開始。日本を訪れる外国人観光客のために、国内の変わった場所や店舗を新たな観光地の候補として紹介するVTR企画。2016年初頭まで行われていた、「ご当地外国人」関連の企画内容を踏襲したものとなっている。
当初は「行きヅライ・わかりヅライ・入りヅライ」という3つの条件（通称：ツライスリー）を設け、それにあてはまる候補地を中心に紹介していたが、2019年6月5日放送分より「日本の新観光スポットを探せ」に改題して以降は、前述の条件にあてはまらない候補地も紹介するようになった。
最終的に、判定役メンバーが候補地を「ツライスリー/新観光地」として認定するか判定を行う。
- 新観光専門店

第294回（2021年1月20日放送）開始。海外に紹介したい、日本ならではの専門店を紹介するVTR企画。
オイラのふるさとメシ
第103回（2016年10月19日放送）開始。
くーくるアース
第118回（2017年2月22日放送）開始。世界の国々をある1つの「くくり（テーマ）」で絞り、ランキング形式で紹介する企画。
NKKのど自慢
第121回（2017年3月15日放送）開始。外国人が日本の歌手になりきって歌い、どれほど似ているかを「鐘3つ（合格）」「鐘2つ（不合格）」「鐘1つ（不合格）」の3段階で判定するショー形式の企画。企画タイトルの「NKK」とは「なり(N)きり(K)系(K)」の略。
当初、外国人の歌唱は事前収録のVTRであり、判定も番組スタッフが行っていたが、2017年12月6日放送分よりモニタリング形式にリニューアル。判定も、当企画を人一倍気に入っていた森田が行うようになった。
井ノ川モテ子事務所
第132回（2017年6月21日放送）開始。モテない外国人男性に講師が恋愛テクニックを伝授し、モテる男性へと成長するまでの姿を追った「完全ドキュメンタリー"風"」VTR企画。
企画タイトルに井ノ原の名前を冠しているが、井ノ原本人は当企画に全く関わっていない。
毎回「一体どうなってしまうのか⁉」という煽りが入る、講師が生徒たちを厳しく指導する、講師と生徒、または生徒同士がいがみ合い乱闘する（いずれも、明らかに演技と分かるもの）など、全体的に『ガチンコ!』のファイトクラブ企画を意識した編集となっており、企画内でも「ガチンコの出来損ないのような展開」と紹介される場面もあった。
同年10月25日放送分からは、新たに第二期生が加入。その年のクリスマスまでに女性と交際関係になることを目標に講義を進め、番組主催の合コンも開催された。
なりきりNIPPONグランプリ
第170回（2018年4月4日放送）開始。「NKKのど自慢」の企画内容をリニューアルしたもの。外国人が日本の歌手やタレントになりきってパフォーマンスを行い、森田がそのなりきり度合いを「なりきり パーフェクト（合格）」「なりきり おしい（不合格）」「なりきり 残念（不合格）」の3段階で判定する。
クイズ外国人が出しました!
第179回（2018年6月13日放送）開始。外国人が自ら考えたクイズをV6メンバーに出題する。クイズは主に雑学や、出題者の出身国にまつわるものが多い。最終的に判定役メンバーがクイズの内容を判定し、いい問題を出題した（ナイスQ）と判断した場合は番組オリジナル手ぬぐいを、それ以外の場合は番組オリジナルステッカーをそれぞれ出題者にプレゼントする。
クイズ美人外国人妻ダーリンはダ～レ?
第188回（2018年8月15日放送）開始。スタジオに日本人男性と結婚した外国人女性と、その夫である日本人男性が複数人登場する。V6メンバーがそれぞれに結婚生活にまつわるエピソードを聞いていき、最終的にどの日本人男性と外国人女性が夫婦なのかを当てる。
芸国人パフォーマンスショー GREATEST SHOW TIME
第211回（2019年2月20日放送）開始。「NKKのど自慢」「なりきりNIPPONグランプリ」に続くショー形式の企画。外国人たちが自慢の芸をモニタリング形式でV6メンバーに披露し、パフォーマンス終了後、森田が芸の内容を「GREAT」か「NOT GREAT」で判定する。タイトルにある「芸国人」とは、「芸を披露する外国人」のこと。
2020年7月1日放送分より「TOP OF THE GREATEST」と題し、トーナメント制を導入。候補者が2組ごとにパフォーマンスを披露し、どちらが面白かったかを森田が判定する。そのため、毎回特定の候補者が決勝に進出することが多く、森田が特に気に入っているという候補者・立川マリ（フィリピン出身）は、当制度を導入してから全ての回で優勝している。特に、当制度を導入した初回放送では、初戦で敗退したにもかかわらず、決勝戦に勝ち残った候補者2名を差し置いて森田が優勝者として発表したため、ともに出演していた岡田を大いに困惑させた。
外国人のみなさん 一緒に一杯いいですか?
第213回（2019年3月6日放送）開始。外国人が多く訪れる飲み屋街（主に新宿ゴールデン街）に番組ディレクターの岩淵が潜入し、店内で外国人と一緒に酒を飲みながらその実態を調査するVTR企画。VTRには岩淵ディレクターのほかに、当時TBS入社１～２年目の新人アナウンサーも同行している。
世界のランキングですご６（ろっく）
第253回（2020年2月19日放送）開始。世界のあらゆるランキングとすごろくを連動させた、対戦型ゲーム企画。
V6メンバーのうち4名が出演し、2人組のチームを組んで対決する。お題となるランキングの1位から6位を1つずつ予想し、当てた順位の数に応じてコマを進めていく（例：3位を当てる→3マス進む）。マス目の指示は「2マス進む」「1回休み」「スタートに戻る」といった本来のすごろくと同様のものの他に、マス目の指示が書かれたルーレットを回し、止まった項目に従う「ルーレットマス」、コマ数に応じたチャレンジを行い、成功するとその分コマを進めることができる「チャレンジマス」がある。
第15回戦（2021年7月28日放送分）からはマス目を世界の国名にリニューアル。止まった国に関連したイベントが発生し、それに応じた指示に従う。
最終的に先にゴールする、またはゴールに近い地点にいるチームが勝ちとなり、負けたチームは罰ゲームを行う。
対戦記録
太字は勝利チーム。
| 回 | 放送日                    | 対戦チーム                                                 | ランキングのお題                                                           |
| -- | ------------------------- | ---------------------------------------------------------- | -------------------------------------------------------------------------- |
| 1  | 2020年2月19日 （第253回） | 坂本・岡田チーム VS 長野・三宅チーム                       | ・スポーツ選手 長者番付 ・世界の建築物総工費 ・ハリウッド俳優のギャラ      |
| 2  | 3月18日 （第257回）       | 坂本・三宅チーム VS 井ノ原・岡田チーム                     | ・優勝賞金額 ・テーマパークの開業年 ・世界の有名人 慰謝料                  |
| 3  | 4月22日 （第261回）       | 長野・坂本チーム VS 三宅・森田チーム                       | ・最長時間記録 ・日本の観光地入場料 ・映画で人を倒した数が多い俳優         |
| 4  | 6月24日 （第266回）       | 森田・坂本チーム VS 三宅・岡田チーム                       | ・飛距離世界記録 ・動物最高齢 ・世界の店舗数                               |
| 5  | 7月15日 （第269回）       | 坂本・岡田チーム VS 三宅・森田チーム                       | ・世界の史上最年少記録 ・名作映画 キスの回数                               |
| 6  | 8月5日 （第272回）        | 坂本・森田チーム VS 井ノ原・岡田チーム                     | ・最高音部分が高い男性ボーカル曲 ・1分間で達成した回数                     |
| 7  | 9月2日 （第276回）        | 長野・岡田チーム VS 三宅・森田チーム                       | ・タイトルを繰り返す回数が多い曲 ・流行語の年代                            |
| 8  | 9月23日 （第279回）       | 坂本・三宅チーム VS 森田・岡田チーム                       | ・世界遺産建築期間 ・世界の偉人 〇〇した年齢                               |
| 9  | 12月9日 （第289回）       | 井ノ原・坂本チーム VS 岡田・森田チーム                     | ・日本の飲食店 海外出店数 ・世界の有名人夫婦 年の差婚                      |
| 10 | 2021年2月10日 （第297回） | 井ノ原・森田チーム VS 三宅・岡田チーム                     | ・国別チョコレート消費量 ・イントロが長い曲                                |
| 11 | 3月24日 （第303回）       | 長野・森田チーム VS 井ノ原・岡田チーム                     | ・アメリカのくら寿司人気ネタ ・ペットインフルエンサー フォロワー数         |
| 12 | 4月21日 （第307回）       | 長野・井ノ原チーム VS 坂本・岡田チーム                     | ・「ラ」と歌っている回数が多い曲 ・ブロードウェイミュージカル上演回数      |
| 13 | 6月2日 （第313回）        | 坂本・三宅チーム VS 井ノ原・森田チーム                     | ・日本の絶景スポット 海外の有名観光地とのシンクロ率 ・世界の有名絵画落札額 |
| 14 | 6月30日 （第317回）       | 坂本・森田チーム VS 三宅・岡田チーム                       | ・ロングトーンが長い有名楽曲 ・世界のランドマークの高さ                    |
| 15 | 7月28日 （第321回）       | 長野・森田チーム VS 井ノ原・岡田チーム                     | ・世界の変わったオークションの落札額 ・世界のキャラクターの身長            |
| 16 | 9月15日 （第328回）       | 三宅・森田チーム VS 井ノ原・坂本チーム                     | ・名作本の初版年 ・世界のもらうと嬉しいものの重量                          |
| 17 | 10月13日 （第332回）      | 森田・岡田チーム VS 長野・井ノ原チーム VS 坂本・三宅チーム | ・Twitterで多く使われた絵文字 ・海外オンラインツアー 人気度                |
| 18 | 10月20日 （第333回）      | 岡田・長野チーム VS 坂本・井ノ原チーム VS 森田・三宅チーム | ・世界長者番付 ・Instagramのハッシュタグ使用頻度                           |
個人成績
| メンバー | 出演回数 | 勝 | 敗 | 勝率 |
| -------- | -------- | -- | -- | ---- |
| 坂本     | 14       | 8  | 6  | .571 |
| 長野     | 8        | 6  | 2  | .750 |
| 井ノ原   | 11       | 4  | 7  | .364 |
| 森田     | 15       | 8  | 7  | .533 |
| 三宅     | 13       | 6  | 7  | .462 |
| 岡田     | 15       | 8  | 7  | .533 |
巷のリアルマネー事情
第260回（2020年4月15日）開始。街頭インタビューをとおして、世の中のお金にまつわる事情を調査するVTR企画。街の人々にインタビューを行い、フリップに思い出に残る金額を書いてもらい、その金額にまつわるエピソードを話してもらう。

クイズ外国から出しました!
第271回（2020年7月29日放送）開始。「クイズ外国人が出しました!」の派生企画。海外在住者と中継を繋ぎ、その国や都市に関連したクイズを出題してもらう。新型コロナウイルスの感染拡大に伴う外出制限により、出題者の自宅内での生活に関連したクイズが出題されることもあった。

## 放送リスト
○はアメージパング認定、●はダメージパング、無印は判定のない企画。

### 2014年
| 2014年 | 2014年   | 2014年 | 2014年     | 2014年     | 2014年                                            |
| 回     | 放送日   | 内容 | 進行役     | 判定役     | ゲスト判定役                                      |
| ------ | -------- | --- | ---------- | ---------- | ------------------------------------------------- |
| 1      | 4月23日  | ○うどんの出汁専用の自動販売機（広島県） ○角打ち（福岡県） ○日本一おいしい北海道の「カツゲン」                                              | 井ノ原快彦 | 森田剛     | ソニア ルース・ジャーマン・白石                   |
| 2      | 4月30日  | ○かなくまのアンコ餅入り雑煮うどん（香川県） ○ルパン三世そっくりな喫茶店の店長（広島県） ○岡山は自転車屋さんが多い!                         | 坂本昌行   | 三宅健     | ソニア ルース・ジャーマン・白石                   |
| 3      | 5月7日   | ○本能寺の変で織田信長がかぶっていたと言われる焼け兜（愛知県） ○日本一巨大というジャングルジム（広島県） ○別府温泉の絶景露天風呂!（大分県） | 井ノ原快彦 | 森田剛     | ソニア ルース・ジャーマン・白石                   |
| 4      | 5月14日  | ○アソコが痛くなる温泉!（福岡県） ○280円の激安博多ラーメン&ナゾの多い博多うどん（福岡県）                                                   | 長野博     | 岡田准一   | ソニア オースティン                               |
| 5      | 5月21日  | ○博多湾から見る絶景の夕陽!（福岡県） ○サービスがすごい”すすきの”のBAR（北海道）                                                            | 坂本昌行   | 三宅健     | ルース・ジャーマン・白石 デイビッド・セイン       |
| 6      | 5月28日  | ○宮島の絶品グルメ!（広島県） ○宮本武蔵が巌流島の戦いで使ったと言われる木刀（愛知県) ○浜松ならではの猫カフェ（静岡県）                      | 長野博     | 岡田准一   | ソニア オースティン                               |
| 7      | 6月4日   | ○釜玉ソフト（香川県） ○かま栄のパンロール（北海道）                                                                                        | 坂本昌行   | 三宅健     | ルース・ジャーマン・白石 デイビッド・セイン       |
| 8      | 6月11日  | ○ちくわパン（北海道） ○徳島県で有名なパワースポット「穴禅定」                                                                              | 井ノ原快彦 | 三宅健     | ソニア オースティン                               |
| 9      | 6月18日  | ○亀仙人そっくりなバーの店長（沖縄県） ○十二単（三重県「いつきのみや歴史体験館」） ○家の中に能楽堂があるおばあちゃんの家（香川県）          | 坂本昌行   | 森田剛     | ソニア オースティン                               |
| 10     | 6月25日  | ○豚と暮らす男（北海道） ○ぶくぶく茶（沖縄県）                                                                                              | 井ノ原快彦 | 三宅健     | ソニア オースティン                               |
| 11     | 7月16日  | ○部屋から釣りが出来る旅館（三重県） ○帆立釣りができる「帆立小屋」（青森県）                                                                | 長野博     | 岡田准一   | ルース・ジャーマン・白石 アリョーナ・ブズドゥガン |
| 12     | 7月23日  | ○和歌山県ならではの餅まき ○毎日ねぶた祭が開かれる居酒屋（青森県）                                                                          | 坂本昌行   | 岡田准一   | ルース・ジャーマン・白石 アリョーナ・ブズドゥガン |
| 13     | 7月30日  | ○織田信長のデスマスク（愛知県） ○浜松のご当地グルメ「遠州焼き」（静岡県）                                                                  | 長野博     | 岡田准一   | ルース・ジャーマン・白石 アリョーナ・ブズドゥガン |
| 14     | 8月6日   | ○不老ふ死温泉（青森県） ○博多の攻めてるうどん店「あかちょこべ」（福岡県）                                                                  | 井ノ原快彦 | 岡田准一   | ルース・ジャーマン・白石 サコ・ランシネ           |
| 15     | 8月13日  | ○桜島 夜の噴火ツアー（鹿児島県） | 坂本昌行   | 森田剛     | ルース・ジャーマン・白石 サコ・ランシネ           |
| 16     | 8月20日  | ○超巨大シーサー（沖縄県） ○世界で一番大きい鯛焼き（静岡県）                                                                                | 井ノ原快彦 | 岡田准一   | ルース・ジャーマン・白石 サコ・ランシネ           |
| 17     | 8月27日  | ○島まるごと温泉 硫黄島（鹿児島県） ○600の顔を持つ餃子（栃木県）                                                                            | 長野博     | 森田剛     | サンドラ・ヘフェリン サコ・ランシネ               |
| 18     | 9月3日   | ○秋田県のご当地アイス ババヘラ ○地元の人も知らないター滝!（沖縄県）                                                                        | 井ノ原快彦 | 岡田准一   | ルース・ジャーマン・白石 サコ・ランシネ           |
| 19     | 9月10日  | ○A-Z（鹿児島県） ○金曜の夜しか食べられないカレー中華（広島県）                                                                             | 長野博     | 森田剛     | サンドラ・ヘフェリン サコ・ランシネ               |
| 20     | 9月17日  | アメージパング!16連発SP（総集編） |            |            |                                                   |
| 21     | 10月15日 | ○徳川家康公が子供のころに使っていた勉強机（愛知県） ○ホットドックとハンバーガーの融合（福岡県）                                            | 長野博     | 三宅健     | ルース・ジャーマン・白石 サコ・ランシネ           |
| 22     | 10月29日 | ○ライス入りお好み焼き（大阪府） ○カニ注意（沖縄県の道路標識）                                                                              | 坂本昌行   | 三宅健     | ルース・ジャーマン・白石 サコ・ランシネ           |
| 23     | 11月5日  | ○マンガ肉（京都府） ○嫁とケンカしたときに絶対行く観音様（宮城県）                                                                          | 坂本昌行   | 三宅健     | ルース・ジャーマン・白石 サコ・ランシネ           |
| 24     | 11月12日 | ○普通の川だと思ったら温泉の川（和歌山県） ○甘い香りのするゲットウ蕎麦（沖縄県）                                                            | 岡田准一   | 井ノ原快彦 | デニス・チア・ム・カイ サコ・ランシネ             |
| 25     | 11月19日 | ご当地外国人が“あの世界大会”に出場しちゃいましたSP 「世界ホタテ釣り選手権」前編                                                            | 長野博     | 岡田准一   | デニス・チア・ム・カイ サコ・ランシネ             |
| 26     | 11月26日 | ご当地外国人が“あの世界大会”に出場しちゃいましたSP 「世界ホタテ釣り選手権」後編                                                            | 長野博     | 岡田准一   | デニス・チア・ム・カイ サコ・ランシネ             |
| 27     | 12月3日  | ○ありそうでなかった畳のお風呂（滋賀県） ○三軒茶屋にある世界レベルのコーヒーショップ（東京都）                                              | 坂本昌行   | 三宅健     | ルース・ジャーマン・白石 サコ・ランシネ           |
| 28     | 12月10日 | ○まっことアメージングな洞窟「さるた洞」（高知県） ○自噴かけ流し温泉（大分県）                                                              | 坂本昌行   | 森田剛     | ルース・ジャーマン・白石 サコ・ランシネ           |
| 29     | 12月17日 | ○北九州の人々が愛してやまない「サーフィン」（福岡県） ○山形名産のあの果物が入った温泉（山形県）                                            | 坂本昌行   | 森田剛     | ルース・ジャーマン・白石 サコ・ランシネ           |

### 2015年
| 2015年 | 2015年   | 2015年 | 2015年     | 2015年     | 2015年                                  |
| 回     | 放送日   | 内容 | 進行役     | 判定役     | ゲスト判定役                            |
| ------ | -------- | --- | ---------- | ---------- | --------------------------------------- |
| 30     | 1月14日  | ○ボロいけどクセになる温泉&ボディーもマインドも癒されるブルーな温泉（大分県）                                                                                              | 三宅健     | 井ノ原快彦 | アンナ・リトヴィネンコ サコ・ランシネ   |
| 31     | 1月21日  | ○ねぎま（徳島県） ○カエル皿ラーメン（愛知県） | 岡田准一   | 井ノ原快彦 | アンナ・リトヴィネンコ サコ・ランシネ   |
| 32     | 1月28日  | ○日本一美味しいきみことふみこが作っているもち（香川県） ○我が家（静岡県、江戸時代の古民家）                                                                               | 岡田准一   | 井ノ原快彦 | アンナ・リトヴィネンコ サコ・ランシネ   |
| 33     | 2月4日   | ○コスプレイヤーの聖地 日暮里（東京都） ○タンス料理（宮城県） | 長野博     | 三宅健     | サコ・ランシネ                          |
| 34     | 2月11日  | ○かき小屋（福岡県） ○インド人もビックリなカレー屋さん!!（福岡県） | 長野博     | 森田剛     | サコ・ランシネ                          |
| 35     | 2月18日  | ○チーズはんぺん（東京都） ○14歳にして本格的な民謡を歌う少女（千葉県） | 長野博     | 三宅健     | サコ・ランシネ                          |
| 36     | 2月25日  | ○香川発!化石せんべい アメージパング候補 日本の個性的すぎるせんべいたち ○大阪発!日本アニメのヒロイン                                                                       | 坂本昌行   | 森田剛     | ルース・ジャーマン・白石 サコ・ランシネ |
| 37     | 3月4日   | ○東京発!知られざるロリータの世界 ○大分・別府発!滝近すぎ!!温泉 | 坂本昌行   | 井ノ原快彦 | ルース・ジャーマン・白石 サコ・ランシネ |
| 38     | 3月11日  | ○宮城発!オネエ系外国人一押し 串焼くイケメン ○大分発!イケメンNO.1サル ○東京発!渋谷駅から徒歩5分の一等地に暮らすヤギたち                                                    | 坂本昌行   | 森田剛     | ルース・ジャーマン・白石 サコ・ランシネ |
| 39     | 3月18日  | ○宮城発!日本一ふわふわなグルメ&負けられないグルメ ○北海道・ニセコ発!極寒BBQ&イモ掘り                                                                                      | 長野博     | 三宅健     | ルース・ジャーマン・白石 サコ・ランシネ |
| 40     | 3月25日  | ○東京発!風呂上がりのビール ○東京発!1人2000円でまぐろを食いつくせる店 | 長野博     | 三宅健     | ルース・ジャーマン・白石 サコ・ランシネ |
| 41     | 4月22日  | ○東京発!炎に立ち向かう命知らずな祭り! ○東京発!ママンとサクラと、時々、ウサギ                                                                                              | 三宅健     | 井ノ原快彦 | ルース・ジャーマン・白石 サコ・ランシネ |
| 42     | 4月29日  | ○東京発!究極のB級グルメ 炭水化物×炭水化物 アメージパング候補 京都発!チャーハン×チャーハン                                                                                 | 長野博     | 井ノ原快彦 | ルース・ジャーマン・白石 サコ・ランシネ |
| 43     | 5月6日   | ●大阪発!男の中の男ステーキ!! ○宮城発!店長がハモってくるBAR | 三宅健     | 井ノ原快彦 | ルース・ジャーマン・白石 サコ・ランシネ |
| 44     | 5月13日  | ●大阪発!男の中の男料理!!〜警告の章〜（ラーメン） アメージパング候補 全国の男の中の男料理                                                                                  | 坂本昌行   | 岡田准一   | ジョン・カミナリ サコ・ランシネ         |
| 45     | 5月20日  | ○群馬発!炭水化物×炭水化物「焼きそば丼ひつまぶし風」 ○北海道発!炭水化物×炭水化物「元祖カレーうどんピザ」 アメージパング候補 長崎発!炭水化物×炭水化物「親子どんぶりッツァ」 | 長野博     | 岡田准一   | ジョン・カミナリ サコ・ランシネ         |
| 46     | 5月27日  | ○大分・別府発!どこにでも温泉 アメージパング候補 全国のどこにでも温泉 投稿アメージパング! 親指でのイワシのさばき方                                                         | 岡田准一   | 坂本昌行   | ジョン・カミナリ サコ・ランシネ         |
| 47     | 6月3日   | ○東京発!「でらなんなん」 ○愛知発!トリプル炭水化物「病気ライス」 | 長野博     | 三宅健     | ルース・ジャーマン・白石 サコ・ランシネ |
| 48     | 6月10日  | ○北海道発!納豆に砂糖! | 三宅健     | 長野博     | ルース・ジャーマン・白石 サコ・ランシネ |
| 49     | 6月17日  | ○神奈川発!底抜けにやさしいシノハラさん!! | 長野博     | 森田剛     | ルース・ジャーマン・白石 サコ・ランシネ |
| 50     | 6月24日  | ○東京発!世界に教えたい築地のプロ ○東京発!あなたの知らないフィギュアの魅力                                                                                                 | 長野博     | 森田剛     | ルース・ジャーマン・白石 サコ・ランシネ |
| 51     | 7月15日  | ○福岡発!○○し放題! | 井ノ原快彦 | 岡田准一   | 二階堂瞳子 サコ・ランシネ               |
| 52     | 7月22日  | ●大阪発!男の中の男料理!!〜復讐の章〜（ハンバーガー） ○徳島発!トリプル炭水化物「ムーンサルトプレス」                                                                       | 岡田准一   | 井ノ原快彦 | 二階堂瞳子 サコ・ランシネ               |
| 53     | 7月29日  | ○夏の江の島 穴場デートスポット ○北海道発!後藤さんの漬け物 | 坂本昌行   | 長野博     | 二階堂瞳子 サコ・ランシネ               |
| 54     | 8月5日   | ○岡山発!日本一スゴい学生服を売る店 ○東京・鶯谷発!スペイン美女ディープな酒場放浪記!                                                                                        | 井ノ原快彦 | 岡田准一   | 二階堂瞳子 サコ・ランシネ               |
| 55     | 8月12日  | 知って良かった知らない国「アルメニア」 ●東京発!武士道を感じられるスポット                                                                                                 | 坂本昌行   | 三宅健     | 二階堂瞳子 サコ・ランシネ               |
| 56     | 8月19日  | ●大阪発!男の中の男料理!!〜夏の陣〜（パフェ） ○東京発!外国人に絶対ウケるカラオケ!                                                                                          | 長野博     | 岡田准一   | 二階堂瞳子 ルース・ジャーマン・白石     |
| 57     | 8月26日  | ○神戸発!フランス人がとんでもなくハマる競技かるた | 坂本昌行   | 三宅健     | 二階堂瞳子 サコ・ランシネ               |
| 58     | 9月2日   | ●大阪発!男の中の男料理!!〜卒業の章〜（たこ焼き） 日本人以上に日本人過ぎる外国人                                                                                           | 長野博     | 岡田准一   | 二階堂瞳子 ルース・ジャーマン・白石     |
| 59     | 9月9日   | 知って良かった知らない国「ジョージア」 | 坂本昌行   | 長野博     | 二階堂瞳子 ルース・ジャーマン・白石     |
| 60     | 9月16日  | 日本人以上に日本人過ぎる外国人 ○大阪発!フランス人も夢中なフレンドリー古墳                                                                                                 | 坂本昌行   | 長野博     | 二階堂瞳子 ルース・ジャーマン・白石     |
| 61     | 9月23日  | キャラのいいご当地外国人BEST20（総集編） |            |            |                                         |
| 62     | 10月14日 | ○岡山発!人生を変えた岡山のこんにゃく | 井ノ原快彦 | 森田剛     | ルース・ジャーマン・白石 サコ・ランシネ |
| 63     | 10月21日 | ○京都発!おこしやす〜なタクシー! 日本人以上に日本人過ぎる外国人 | 井ノ原快彦 | 森田剛     | ルース・ジャーマン・白石 サコ・ランシネ |
| 64     | 10月28日 | ○アメージハンキ（東京発!世界に誇る自販機・全国の一風変わった自販機） | 長野博     | 三宅健     | ルース・ジャーマン・白石 サコ・ランシネ |
| 65     | 11月4日  | 学校へ行こう!2015 大反省会SP 前半戦 | V6         | V6         | V6                                      |
| 66     | 11月11日 | 学校へ行こう!2015 大反省会SP 後半戦 | V6         | V6         | V6                                      |
| 67     | 11月18日 | ○福岡発!日本で唯一!ひょっとしたら世界で唯一の屋内花火! 日本人以上に日本人過ぎる外国人                                                                                     | 岡田准一   | 井ノ原快彦 | 二階堂瞳子 サコ・ランシネ               |
| 68     | 11月25日 | ○東京発!イギリス紳士のパラダイスなセンベロ巡り! ○岡山発!ポップすぎる苔の世界                                                                                              | 三宅健     | 井ノ原快彦 | 二階堂瞳子 サコ・ランシネ               |
| 69     | 12月2日  | ○大阪発!大阪の中の大阪料理!!（おでん） ○東京発!プロレスラーが紹介するまさかの最強タッググルメ                                                                             | 岡田准一   | 井ノ原快彦 | 二階堂瞳子 サコ・ランシネ               |
| 70     | 12月9日  | 日本にありながら異国の世界!外国人学校に潜入SP | 長野博     | 森田剛     | 二階堂瞳子 サコ・ランシネ               |
| 71     | 12月16日 | ○東京発!日本唯一の外国人人力車夫が薦める浅草スポット 日本人以上に日本人過ぎる外国人                                                                                       | 坂本昌行   | 森田剛     | 二階堂瞳子 サコ・ランシネ               |

### 2016年
| 2016年 | 2016年   | 2016年                                                                         | 2016年     | 2016年     | 2016年                                    |
| 回     | 放送日   | 内容                                                                           | 進行役     | 判定役     | ゲスト判定役                              |
| ------ | -------- | ------------------------------------------------------------------------------ | ---------- | ---------- | ----------------------------------------- |
| 72     | 1月13日  | ○大阪発!子どもに大人気!ニューヨークから来た進撃の巨人 ○大阪発!謎の包丁を持つ男 | 坂本昌行   | 森田剛     | 二階堂瞳子 サコ・ランシネ                 |
| 73     | 1月20日  | 知ってるつもりで知らない国「スペイン」                                         | 三宅健     | 井ノ原快彦 | ルース・マリー・ジャーマン サコ・ランシネ |
| 74     | 1月27日  | 知ってるつもりで知らない国「イタリア」 ○大阪発!侠気飯“ミナミの麺王”!!          | 三宅健     | 井ノ原快彦 | ルース・マリー・ジャーマン サコ・ランシネ |
| 75     | 2月3日   | ○福岡発!プロが薦める中洲の楽しみ方! 日本人以上に日本人過ぎる外国人             | 坂本昌行   | 三宅健     | ルース・マリー・ジャーマン サコ・ランシネ |
| 76     | 2月10日  | 極東の地へ嫁いできた妻たちの宴 極ツマ座談会                                    | 長野博     | 岡田准一   | 二階堂瞳子 サコ・ランシネ                 |
| 77     | 2月17日  | 知ってるつもりで知らない国「オーストラリア」                                   | 岡田准一   | 森田剛     | 二階堂瞳子 サコ・ランシネ                 |
| 78     | 2月24日  | 東京発!日本人知らなきゃ損だよ!かっぱ橋                                         | 長野博     | 岡田准一   | 二階堂瞳子 サコ・ランシネ                 |
| 79     | 3月2日   | 知って良かった知らない国「リヒテンシュタイン」                                 | 坂本昌行   | 井ノ原快彦 | 二階堂瞳子 サコ・ランシネ                 |
| 80     | 3月9日   | 知ってるつもりで知らない国「イギリス」                                         | 坂本昌行   | 井ノ原快彦 | 二階堂瞳子 サコ・ランシネ                 |
| 81     | 3月16日  | 極東の地へ嫁いできた妻たちの宴 極ツマ座談会 第2回                              | 井ノ原快彦 | 三宅健     | 二階堂瞳子 サコ・ランシネ                 |
| 82     | 3月23日  | 日本にまつわるミステリー 新・世界の七不思議!（傑作選）                         |            |            |                                           |
| 83     | 4月20日  | もう一見さんは入れないなんて言わせないよ絶隊                                   | 三宅健     | 森田剛     | 二階堂瞳子 サコ・ランシネ                 |
| 83     | 4月20日  | 美女と夜食                                                                     | 三宅健     | 森田剛     | 二階堂瞳子 サコ・ランシネ                 |
| 84     | 4月27日  | 知ってるつもりで知らない国「イギリス・第2弾」                                  | 三宅健     | 森田剛     | サコ・ランシネ                            |
| 85     | 5月4日   | 極東の地へ嫁いできた妻たちの宴 極ツマ座談会 第3回                              | 坂本昌行   | 三宅健     | サコ・ランシネ                            |
| 86     | 5月11日  | サコ・ランシネ 納豆早食い世界一への道                                          | 長野博     | 岡田准一   | オクサナ・イワサキ サコ・ランシネ         |
| 87     | 5月18日  | 知ってるつもりで知らない国「ドイツ」                                           | 長野博     | 岡田准一   | オクサナ・イワサキ サコ・ランシネ         |
| 88     | 5月25日  | もう一見さんは入れないなんて言わせないよ絶隊                                   | 坂本昌行   | 長野博     | オクサナ・イワサキ サコ・ランシネ         |
| 89     | 6月1日   | 極東の地へ嫁いできた妻たちの宴 極ツマ座談会 第4回                              | 井ノ原快彦 | 森田剛     | 二階堂瞳子 サコ・ランシネ                 |
| 90     | 6月22日  | 知ってるつもりで知らない国「スイス」                                           | 岡田准一   | 井ノ原快彦 | 二階堂瞳子 サコ・ランシネ                 |
| 91     | 6月29日  | 知ってるつもりで知らない国「フランス」                                         | 岡田准一   | 井ノ原快彦 | 二階堂瞳子 サコ・ランシネ                 |
| 92     | 7月6日   | もう一見さんは入れないなんて言わせないよ絶隊                                   | 坂本昌行   | 三宅健     | ルース・マリー・ジャーマン サコ・ランシネ |
| 93     | 7月13日  | 知ってるつもりで知らない国「メキシコ」                                         | 坂本昌行   | 三宅健     | ルース・マリー・ジャーマン サコ・ランシネ |
| 94     | 7月20日  | ツライスリー ～ニッポンの新たな観光スポットを探せ!～                           | 長野博     | 岡田准一   | ルース・マリー・ジャーマン サコ・ランシネ |
| 95     | 7月27日  | 極東の地へ嫁いできた妻たちの宴 極ツマ座談会 第5回                              | 長野博     | 岡田准一   | ルース・マリー・ジャーマン サコ・ランシネ |
| 96     | 8月3日   | 知って良かった実はそんなに知らない国「ニュージーランド」                       | 三宅健     | 岡田准一   | ルース・マリー・ジャーマン サコ・ランシネ |
| 97     | 8月10日  | もう一見さんは入れないなんて言わせないよ絶隊                                   | 坂本昌行   | 三宅健     | ルース・マリー・ジャーマン サコ・ランシネ |
| 98     | 8月24日  | ツライスリー ～ニッポンの新たな観光スポットを探せ!～                           | 坂本昌行   | 井ノ原快彦 | ルース・マリー・ジャーマン サコ・ランシネ |
| 99     | 8月31日  | 知ってるつもりで知らない国「オランダ」                                         | 岡田准一   | 三宅健     | ルース・マリー・ジャーマン サコ・ランシネ |
| 100    | 9月7日   | もう一見さんは入れないなんて言わせないよ絶隊                                   | 長野博     | 森田剛     | 二階堂瞳子 サコ・ランシネ                 |
| 101    | 9月14日  | 知って良かった実はそんなに知らない国「カナダ」                                 | 井ノ原快彦 | 森田剛     | 二階堂瞳子 サコ・ランシネ                 |
| 102    | 9月21日  | 日本では考えられない世界では常識!? BEST10（総集編）                            |            |            |                                           |
| 103    | 10月19日 | オイラのふるさとメシ                                                           | 井ノ原快彦 | 長野博     | 二階堂瞳子 サコ・ランシネ                 |
| 104    | 10月26日 | ツライスリー特別編                                                             | 長野博     | 岡田准一   | オクサナ・イワサキ サコ・ランシネ         |
| 105    | 11月2日  | オイラのふるさとメシ                                                           | 岡田准一   | 長野博     | オクサナ・イワサキ サコ・ランシネ         |
| 106    | 11月9日  | もう一見さんは入れないなんて言わせないよ絶隊                                   | 坂本昌行   | 三宅健     | オクサナ・イワサキ サコ・ランシネ         |
| 107    | 11月16日 | 知って良かった実はそんなに知らない国「ロシア」                                 | 坂本昌行   | 三宅健     | オクサナ・イワサキ サコ・ランシネ         |
| 108    | 11月23日 | 日本にまつわるミステリー 新・世界の七不思議!（傑作選）                         |            |            |                                           |
| 109    | 11月30日 | ツライスリー ～ニッポンの新たな観光スポットを探せ!～                           | 長野博     | 森田剛     | シモネ 二階堂瞳子                         |
| 110    | 12月7日  | もう一見さんは入れないなんて言わせないよ絶隊                                   | 長野博     | 森田剛     | シモネ 二階堂瞳子                         |
| 111    | 12月14日 | 知ってるつもりで知らない国「ブラジル」                                         | 坂本昌行   | 三宅健     | シモネ 二階堂瞳子                         |

### 2017年
| 2017年 | 2017年   | 2017年                                                            | 2017年     | 2017年     | 2017年                 |
| 回     | 放送日   | 内容                                                              | 進行役     | 判定役     | スタジオゲスト         |
| ------ | -------- | ----------------------------------------------------------------- | ---------- | ---------- | ---------------------- |
| 112    | 1月11日  | 知って良かった実はそんなに知らない国「韓国」                      | 坂本昌行   | 三宅健     | シモネ 二階堂瞳子      |
| 113    | 1月18日  | ツライスリー                                                      | 井ノ原快彦 | 岡田准一   |                        |
| 114    | 1月25日  | オイラのふるさとメシ                                              | 岡田准一   | 井ノ原快彦 |                        |
| 115    | 2月1日   | 知って良かった実はそんなに知らない国「タイ」                      | 長野博     | 三宅健     | シモネ アンジェロ      |
| 116    | 2月8日   | もう一見さんは入れないなんて言わせないよ絶隊                      | 坂本昌行   | 森田剛     | スタンナー             |
| 117    | 2月15日  | ツライスリー                                                      | 三宅健     | 岡田准一   | シモネ                 |
| 118    | 2月22日  | くーくるアース 世界のお葬式、世界の結婚式                         | 岡田准一   | 三宅健     | シモネ スタンナー      |
| 119    | 3月1日   | 日本のステキな酔っ払いBEST10（総集編）                            |            |            |                        |
| 120    | 3月8日   | くーくるアース 世界のぶっ飛んだスポーツ                           | 岡田准一   | 井ノ原快彦 |                        |
| 121    | 3月15日  | NKKのど自慢 第1回                                                 | 井ノ原快彦 | 森田剛     | シモネ 二階堂瞳子      |
| 122    | 3月22日  | NKKのど自慢 第2回                                                 | 井ノ原快彦 | 森田剛     | シモネ 二階堂瞳子      |
| 123    | 4月19日  | サコ・ランシネ 納豆早食い世界一への道                             | 岡田准一   | 三宅健     |                        |
| 124    | 4月26日  | NKKのど自慢 第3回                                                 | 岡田准一   | 三宅健     |                        |
| 125    | 5月3日   | NKKのど自慢 第4回                                                 | 井ノ原快彦 | 長野博     | シモネ                 |
| 126    | 5月10日  | NKKのど自慢 第5回                                                 | 岡田准一   | 坂本昌行   | シモネ 二階堂瞳子      |
| 127    | 5月17日  | ツライスリー                                                      | 坂本昌行   | 岡田准一   | シモネ 二階堂瞳子      |
| 128    | 5月24日  | 森田剛が選ぶ NKK外国人BEST7                                       | 森田剛     | 森田剛     |                        |
| 129    | 5月31日  | NKKのど自慢 第6回                                                 | 長野博     | 森田剛     | シモネ 二階堂瞳子      |
| 130    | 6月7日   | NKKのど自慢 第7回                                                 | 長野博     | 森田剛     | シモネ 二階堂瞳子      |
| 131    | 6月14日  | NKKのど自慢 第8回                                                 | 長野博     | 井ノ原快彦 | サコ・ランシネ         |
| 132    | 6月21日  | 井ノ川モテ子事務所                                                | 長野博     | 井ノ原快彦 | サコ・ランシネ         |
| 133    | 6月28日  | NKKのど自慢 第9回                                                 | 坂本昌行   | 三宅健     | サコ・ランシネ         |
| 134    | 7月5日   | ツライスリー                                                      | 坂本昌行   | 三宅健     | サコ・ランシネ         |
| 135    | 7月12日  | 井ノ川モテ子事務所                                                | 岡田准一   | 森田剛     | 二階堂瞳子             |
| 136    | 7月19日  | NKKのど自慢 第10回                                                | 岡田准一   | 森田剛     | 二階堂瞳子             |
| 137    | 7月26日  | NKKのど自慢 第11回 夏うたSP                                       | 岡田准一   | 森田剛     | 二階堂瞳子             |
| 138    | 8月2日   | 井ノ川モテ子事務所                                                | 長野博     | 井ノ原快彦 | 二階堂瞳子             |
| 139    | 8月16日  | NKKのど自慢 第12回                                                | 長野博     | 井ノ原快彦 | 二階堂瞳子             |
| 140    | 8月23日  | もう一見さんは入れないなんて言わせないよ絶隊                      | 坂本昌行   | 三宅健     | 二階堂瞳子             |
| 141    | 8月30日  | NKKのど自慢 第13回                                                | 坂本昌行   | 三宅健     | 二階堂瞳子             |
| 142    | 9月6日   | NKKそんなとき聴くのはこの曲だSP!!（総集編）                       |            |            |                        |
| 143    | 9月13日  | NKKのど自慢 第14回                                                | 三宅健     | 森田剛     | シモネ                 |
| 144    | 9月20日  | NKKのど自慢 第15回                                                | 三宅健     | 森田剛     | シモネ                 |
| 145    | 9月27日  | 井ノ川モテ子事務所                                                | 岡田准一   | 井ノ原快彦 | シモネ                 |
| 146    | 10月4日  | ツライスリー                                                      | 岡田准一   | 井ノ原快彦 | シモネ                 |
| 147    | 10月11日 | NKKのど自慢 第16回 恋愛ソングSP                                   | 岡田准一   | 三宅健     | クワイエット・ストーム |
| 148    | 10月18日 | NKKのど自慢 第17回                                                | 岡田准一   | 坂本昌行   | クワイエット・ストーム |
| 149    | 10月25日 | 井ノ川モテ子事務所Ⅱ＜第二期生加入＞                               | 坂本昌行   | 井ノ原快彦 | クワイエット・ストーム |
| 149    | 10月25日 | ツライスリー                                                      | 岡田准一   | 井ノ原快彦 | クワイエット・ストーム |
| 150    | 11月1日  | NKKのど自慢 第18回 失恋ソングSP                                   | 岡田准一   | 三宅健     | クワイエット・ストーム |
| 151    | 11月8日  | くーくるアース 世界のぶっ飛んだすべり台、世界のぶっ飛んだブランコ | 坂本昌行   | 岡田准一   | クワイエット・ストーム |
| 152    | 11月15日 | NKKのど自慢 第19回                                                | 坂本昌行   | 岡田准一   | クワイエット・ストーム |
| 153    | 11月22日 | 井ノ川モテ子事務所Ⅱ                                               | 長野博     | 井ノ原快彦 | クワイエット・ストーム |
| 154    | 11月29日 | 井ノ川モテ子事務所Ⅱ                                               | 長野博     | 井ノ原快彦 | クワイエット・ストーム |
| 155    | 12月6日  | NKKのど自慢 第20回 ①＜森田剛生判定リニューアル＞                  | 三宅健     | 森田剛     |                        |
| 156    | 12月13日 | NKKのど自慢 第21回 ②                                              | 三宅健     | 森田剛     |                        |
| 157    | 12月20日 | NKKのど自慢 第22回 ③                                              | 三宅健     | 森田剛     |                        |

### 2018年
| 2018年 | 2018年   | 2018年                                                                  | 2018年     | 2018年     | 2018年                                            | 2018年                  |
| 回     | 放送日   | 内容                                                                    | 進行役     | 判定役     | 進行アナウンサー                                  | スタジオゲスト          |
| ------ | -------- | ----------------------------------------------------------------------- | ---------- | ---------- | ------------------------------------------------- | ----------------------- |
| 158    | 1月10日  | NKK紅白歌合戦（総集編）                                                 |            |            |                                                   |                         |
| 159    | 1月17日  | 井ノ川モテ子事務所Ⅱ                                                     | 岡田准一   | 井ノ原快彦 |                                                   | キンバリー              |
| 160    | 1月24日  | NKKのど自慢 第23回 ④                                                    | 井ノ原快彦 | 森田剛     |                                                   |                         |
| 161    | 1月31日  | NKKのど自慢 第24回 ⑤                                                    | 井ノ原快彦 | 森田剛     |                                                   |                         |
| 162    | 2月7日   | 井ノ川モテ子事務所Ⅱ -Final-                                             | 坂本昌行   | 井ノ原快彦 | クワイエット・ストーム                            |                         |
| 163    | 2月14日  | ツライスリー                                                            | 坂本昌行   | 井ノ原快彦 | クワイエット・ストーム                            |                         |
| 164    | 2月21日  | NKKのど自慢 第26回 ⑥                                                    | 三宅健     | 森田剛     |                                                   |                         |
| 165    | 2月28日  | NKKのど自慢 第27回 ⑦                                                    | 井ノ原快彦 | 森田剛     |                                                   |                         |
| 165    | 2月28日  | NKKのど自慢 第27回 ⑦                                                    | 三宅健     | 森田剛     |                                                   |                         |
| 166    | 3月7日   | NKKのど自慢 第28回 ⑧                                                    |            | 森田剛     |                                                   |                         |
| 167    | 3月14日  | ツライスリー                                                            | 坂本昌行   | 井ノ原快彦 | クワイエット・ストーム                            |                         |
| 168    | 3月21日  | もう一見さんは入れないなんて言わせないよ絶隊                            | 坂本昌行   | 長野博     | クワイエット・ストーム シモネ                     |                         |
| 169    | 3月28日  | ツライスリー                                                            | 坂本昌行   | 井ノ原快彦 | クワイエット・ストーム シモネ                     |                         |
| 169    | 3月28日  | 日本に住む外国人 ホントのところ大調査!「韓国」                          | 坂本昌行   | 井ノ原快彦 |                                                   |                         |
| 170    | 4月4日   | なりきりNIPPONグランプリ 第1回 ＜アメジパ5年目突入＞                    | 坂本昌行   | 森田剛     |                                                   |                         |
| 171    | 4月18日  | なりきりNIPPONグランプリ 第2回                                          | 坂本昌行   | 森田剛     |                                                   |                         |
| 172    | 4月25日  | 水戸納豆早食い世界大会2018 -世界一を目指すコートジボワール人サコに密着- | 長野博     | 三宅健     | シモネ サコ・ランシネ                             |                         |
| 173    | 5月2日   | フィリピンパブ女子100人大調査!                                          | 長野博     | 三宅健     | シモネ サコ・ランシネ                             |                         |
| 174    | 5月9日   | なりきりNIPPONグランプリ 第3回                                          | 井ノ原快彦 | 森田剛     |                                                   |                         |
| 175    | 5月16日  | なりきりNIPPONグランプリ 第4回                                          | 井ノ原快彦 | 森田剛     |                                                   |                         |
| 176    | 5月23日  | ツライスリー                                                            | 坂本昌行   | 長野博     | ルース・マリー・ジャーマン クワイエット・ストーム |                         |
| 177    | 5月30日  | ツライスリー                                                            | 坂本昌行   | 長野博     | ルース・マリー・ジャーマン クワイエット・ストーム |                         |
| 178    | 6月6日   | もう一見さんは入れないなんて言わせないよ絶隊                            | 岡田准一   | 井ノ原快彦 | クワイエット・ストーム サブリナ・サイン           |                         |
| 179    | 6月13日  | 日本に住む外国人 ホントのところ大調査!「イタリア」                      | 岡田准一   | 井ノ原快彦 | クワイエット・ストーム サブリナ・サイン           |                         |
| 179    | 6月13日  | クイズ外国人が出しました!                                               | 岡田准一   | 井ノ原快彦 | 国山ハセン                                        | アルマイラ              |
| 180    | 6月20日  | クイズ外国人が出しました!                                               | 岡田准一   | 森田剛     | 国山ハセン                                        | アルマイラ              |
| 180    | 6月20日  | なりきりNIPPONグランプリ 第5回                                          | 岡田准一   | 森田剛     |                                                   |                         |
| 181    | 6月27日  | なりきりNIPPONグランプリ 第6回                                          | 岡田准一   | 森田剛     |                                                   |                         |
| 182    | 7月4日   | サコ・ランシネ 世界一への道 佐賀・ガタリンピック編                      | 長野博     | 井ノ原快彦 |                                                   | ナンシー サコ・ランシネ |
| 183    | 7月11日  | もう一見さんは入れないなんて言わせないよ絶隊                            | 坂本昌行   | 森田剛     |                                                   | ナンシー サコ・ランシネ |
| 184    | 7月18日  | ツライスリーランキング（総集編）                                        |            |            |                                                   |                         |
| 185    | 7月25日  | ツライスリー                                                            | 坂本昌行   | 森田剛     |                                                   | ナンシー サコ・ランシネ |
| 185    | 7月25日  | クイズ外国人が出しました!                                               | 長野博     | 井ノ原快彦 | 国山ハセン                                        | ナンシー サコ・ランシネ |
| 186    | 8月1日   | 日本に住む外国人事情                                                    | 長野博     | 三宅健     |                                                   |                         |
| 186    | 8月1日   | クイズ外国人が出しました!                                               | 岡田准一   | 井ノ原快彦 | 国山ハセン                                        | クワイエット・ストーム  |
| 187    | 8月8日   | ツライスリー                                                            | 長野博     | 三宅健     |                                                   |                         |
| 187    | 8月8日   | クイズ外国人が出しました!                                               | 岡田准一   | 井ノ原快彦 | 国山ハセン                                        | クワイエット・ストーム  |
| 188    | 8月15日  | クイズ美人外国人妻ダーリンはダ～レ?                                     | 井ノ原快彦 | 三宅健     | 国山ハセン                                        |                         |
| 189    | 8月22日  | クイズ日本むかつきばなし                                                | 井ノ原快彦 | 三宅健     | 国山ハセン                                        |                         |
| 190    | 8月29日  | クイズ外国人が出しました!                                               | 坂本昌行   | 岡田准一   | 国山ハセン                                        |                         |
| 190    | 8月29日  | なりきりNIPPONグランプリ 第7回                                          | 三宅健     | 森田剛     |                                                   |                         |
| 191    | 9月5日   | ツライスリー                                                            | 坂本昌行   | 岡田准一   |                                                   |                         |
| 192    | 9月12日  | クイズ外国人が出しました!                                               | 坂本昌行   | 岡田准一   | 国山ハセン                                        |                         |
| 192    | 9月12日  | なりきりNIPPONグランプリ 第8回                                          | 三宅健     | 森田剛     |                                                   |                         |
| 193    | 9月19日  | もう一見さんは入れないなんて言わせないよ絶隊                            | 坂本昌行   | 岡田准一   |                                                   |                         |
| 194    | 9月26日  | クイズ外国人が出しました!                                               | 長野博     | 井ノ原快彦 | 山内あゆ                                          |                         |
| 194    | 9月26日  | なりきりNIPPONグランプリ 第9回                                          | 三宅健     | 森田剛     |                                                   |                         |
| 194    | 9月26日  | V6の愛なんだ2018 -延長戦-                                               | V6         | V6         | V6                                                | V6                      |
| 195    | 10月3日  | サコ・ランシネ 世界一への道 全日本たらいこぎ選手権編                    | 長野博     | 井ノ原快彦 |                                                   |                         |
| 196    | 10月10日 | ツライスリー ベスト5（傑作選）                                          |            |            |                                                   |                         |
| 197    | 10月31日 | クイズ外国人が出しました!                                               | 長野博     | 井ノ原快彦 | 国山ハセン                                        |                         |
| 197    | 10月31日 | なりきりNIPPONグランプリ 第10回                                         | 三宅健     | 森田剛     |                                                   |                         |
| 198    | 11月7日  | クイズ外国人が出しました!                                               | 長野博     | 井ノ原快彦 | 国山ハセン                                        |                         |
| 199    | 11月14日 | ツライスリー                                                            | 坂本昌行   | 森田剛     |                                                   |                         |
| 200    | 11月21日 | ツライスリー                                                            | 坂本昌行   | 森田剛     |                                                   |                         |
| 200    | 11月21日 | クイズ外国人が出しました!                                               | 坂本昌行   | 森田剛     | 江藤愛                                            |                         |
| 201    | 11月28日 | クイズ外国人が出しました!                                               | 三宅健     | 岡田准一   | 江藤愛                                            |                         |
| 201    | 11月28日 | クイズ外国人が出しました!                                               | 坂本昌行   | 森田剛     | 江藤愛                                            |                         |
| 202    | 12月5日  | クイズ美人外国人妻ダーリンはダ～レ?                                     | 長野博     | 岡田准一   | 杉山真也                                          |                         |
| 203    | 12月12日 | ツライスリー                                                            | 三宅健     | 森田剛     |                                                   | シモネ／シミ            |
| 203    | 12月12日 | クイズ外国人が出しました!                                               | 長野博     | 岡田准一   | 国山ハセン                                        |                         |
| 204    | 12月19日 | 外国人 ホントのところ大調査! 総集編                                     |            |            |                                                   |                         |

### 2019年
| 2019年 | 2019年   | 2019年                                                             | 2019年     | 2019年     | 2019年           | 2019年                        |
| 回     | 放送日   | 内容                                                               | 進行役     | 判定役     | 進行アナウンサー | スタジオゲスト                |
| ------ | -------- | ------------------------------------------------------------------ | ---------- | ---------- | ---------------- | ----------------------------- |
| 205    | 1月9日   | ツライスリー                                                       | 三宅健     | 森田剛     |                  | シモネ／シミ                  |
| 206    | 1月16日  | クイズ美人外国人妻ダーリンはダ～レ?                                | 坂本昌行   | 三宅健     | 杉山真也         |                               |
| 207    | 1月23日  | ツライスリー                                                       | 坂本昌行   | 三宅健     |                  | ナンシー／シモネ              |
| 207    | 1月23日  | クイズ外国人が出しました!                                          | 坂本昌行   | 三宅健     | 杉山真也         |                               |
| 208    | 1月30日  | ツライスリー                                                       | 坂本昌行   | 長野博     |                  |                               |
| 208    | 1月30日  | クイズ外国人が出しました!                                          | 三宅健     | 坂本昌行   | 杉山真也         |                               |
| 209    | 2月6日   | 2人に1人が外国人!? 新宿区の成人式に潜入!                           | 長野博     | 井ノ原快彦 |                  | ナンシー シモネ               |
| 209    | 2月6日   | ツライスリー                                                       | 長野博     | 井ノ原快彦 |                  | ナンシー シモネ               |
| 210    | 2月13日  | 日本人男がGETした美人外国人妻はだ～れ～?                           | 井ノ原快彦 | 森田剛     | 杉山真也         |                               |
| 211    | 2月20日  | 芸国人パフォーマンス・ショー GREATEST SHOWTIME                     | 井ノ原快彦 | 森田剛     |                  |                               |
| 212    | 2月27日  | ツライスリー                                                       | 長野博     | 井ノ原快彦 |                  |                               |
| 212    | 2月27日  | 芸国人パフォーマンス・ショー GREATEST SHOWTIME                     | 井ノ原快彦 | 森田剛     |                  |                               |
| 213    | 3月6日   | 外国人のみなさん 一緒に一杯いいですか？ ～酔っ払い外国人実態調査～ | 長野博     | 岡田准一   |                  | ナンシー／シモネ              |
| 213    | 3月6日   | クイズ外国人が出しました!                                          | 坂本昌行   | 長野博     | 国山ハセン       |                               |
| 214    | 3月13日  | クイズ美人外国人妻ダーリンはダ～レ?                                | 坂本昌行   | 森田剛     | 杉山真也         |                               |
| 215    | 3月27日  | クイズ外国人が出しました! SP（総集編）                             |            |            |                  |                               |
| 216    | 4月10日  | 外国人のみなさん 一緒に一杯いいですか? ～酔っ払い外国人実態調査～  | 坂本昌行   | 井ノ原快彦 |                  | ナンシー シモネ               |
| 217    | 4月24日  | 外国人のみなさん 一緒に一杯いいですか? ～酔っ払い外国人実態調査～  | 坂本昌行   | 井ノ原快彦 |                  | ナンシー シモネ               |
| 218    | 5月8日   | 外国人のみなさん 一緒に一杯いいですか? ～酔っ払い外国人実態調査～  | 三宅健     | 坂本昌行   |                  | ナンシー シモネ               |
| 219    | 5月15日  | クイズ外国人が出しました!                                          | 坂本昌行   | 井ノ原快彦 | 杉山真也         |                               |
| 219    | 5月15日  | クイズ美人外国人妻ダーリンはダ～レ?                                | 坂本昌行   | 三宅健     | 杉山真也         |                               |
| 220    | 5月22日  | 芸国人パフォーマンス・ショー GREATEST SHOWTIME                     | 坂本昌行   | 森田剛     |                  |                               |
| 220    | 5月22日  | クイズ外国人が出しました!                                          | 長野博     | 岡田准一   | 山本里菜         |                               |
| 221    | 5月29日  | 外国人のみなさん 一緒に一杯いいですか? ～酔っ払い外国人実態調査～  | 三宅健     | 井ノ原快彦 |                  | ナンシー シモネ               |
| 222    | 6月5日   | 日本の新観光スポットを探せ                                         | 井ノ原快彦 | 三宅健     |                  | ナンシー シモネ               |
| 222    | 6月5日   | クイズ外国人が出しました!                                          | 井ノ原快彦 | 三宅健     | 山本里菜         |                               |
| 223    | 6月12日  | 外国人のみなさん 一緒に一杯いいですか? ～酔っ払い外国人実態調査～  | 岡田准一   | 森田剛     |                  | クワイエット・ストーム シモネ |
| 224    | 6月19日  | クイズ外国人が出しました!                                          | 岡田准一   | 森田剛     | 山本里菜         |                               |
| 224    | 6月19日  | 芸国人パフォーマンス・ショー GREATEST SHOWTIME                     | 岡田准一   | 森田剛     |                  |                               |
| 225    | 6月26日  | 外国人のみなさん 一緒に一杯いいですか? ～酔っ払い外国人実態調査～  | 井ノ原快彦 | 三宅健     |                  | ナンシー／サコ・ランシネ      |
| 226    | 7月3日   | クイズ外国人が出しました!                                          | 坂本昌行   | 長野博     | 山本里菜         |                               |
| 226    | 7月3日   | 日本の新観光スポットを探せ                                         | 坂本昌行   | 長野博     |                  | ナンシー／サコ・ランシネ      |
| 227    | 7月17日  | 外国人観光客ジェスチャークイズ                                     | 井ノ原快彦 | 三宅健     | 山本里菜         | ナンシー／サコ・ランシネ      |
| 227    | 7月17日  | クイズ外国人が出しました!                                          | 井ノ原快彦 | 三宅健     | 山本里菜         |                               |
| 228    | 7月24日  | クイズ外国人が出しました!                                          | 長野博     | 井ノ原快彦 | 山本里菜         |                               |
| 228    | 7月24日  | 外国人のみなさん 一緒に一杯いいですか? ～酔っ払い外国人実態調査～  | 長野博     | 井ノ原快彦 |                  | ナンシー サコ・ランシネ       |
| 229    | 7月31日  | 日本の新観光スポットを探せ                                         | 井ノ原快彦 | 長野博     |                  | ナンシー サコ・ランシネ       |
| 229    | 7月31日  | クイズ外国人が出しました!                                          | 坂本昌行   | 森田剛     | 山本里菜         |                               |
| 230    | 8月7日   | 新宿ゴールデン街ではしご酒 ～酔っ払い外国人実態調査～              | 坂本昌行   | 森田剛     |                  | ナンシー／サコ・ランシネ      |
| 230    | 8月7日   | クイズ外国人が出しました!                                          | 坂本昌行   | 森田剛     | 山本里菜         |                               |
| 231    | 8月14日  | 日本の新観光スポットを探せ 傑作選                                  |            |            |                  |                               |
| 232    | 8月21日  | クイズ外国人が出しました!                                          | 坂本昌行   | 井ノ原快彦 | 杉山真也         |                               |
| 232    | 8月21日  | 芸国人パフォーマンス・ショー GREATEST SHOWTIME                     | 坂本昌行   | 森田剛     |                  |                               |
| 233    | 8月28日  | 新宿ゴールデン街ではしご酒 ～酔っ払い外国人実態調査～              | 岡田准一   | 森田剛     |                  |                               |
| 234    | 9月4日   | 日本の新観光スポットを探せ                                         | 坂本昌行   | 三宅健     |                  | ナンシー／シモネ              |
| 234    | 9月4日   | クイズ外国人が出しました!                                          | 坂本昌行   | 三宅健     | 山本里菜         |                               |
| 235    | 9月18日  | 新宿ゴールデン街ではしご酒 ～酔っ払い外国人実態調査～              | 坂本昌行   | 三宅健     |                  | ナンシー／シモネ              |
| 236    | 10月9日  | クイズ外国人が出しました! 傑作選                                   |            |            |                  |                               |
| 237    | 10月16日 | 新人アナとはしご酒 ～外国人だらけの飲み屋街実態調査～              | 岡田准一   | 三宅健     |                  | ナンシー シモネ               |
| 238    | 10月23日 | 日本の新観光スポットを探せ                                         | 井ノ原快彦 | 森田剛     |                  | ナンシー シモネ               |
| 238    | 10月23日 | クイズ外国人が出しました!                                          | 三宅健     | 岡田准一   | 皆川玲奈         |                               |
| 239    | 10月30日 | 芸国人パフォーマンス・ショー GREATEST SHOWTIME                     | 井ノ原快彦 | 森田剛     |                  |                               |
| 240    | 11月6日  | 新人アナとはしご酒 ～外国人だらけの飲み屋街実態調査～              | 三宅健     | 森田剛     |                  |                               |
| 241    | 11月13日 | 芸国人パフォーマンス・ショー GREATEST SHOWTIME                     | 三宅健     | 森田剛     |                  |                               |
| 241    | 11月13日 | クイズ外国人が出しました!                                          | 岡田准一   | 森田剛     | 山本里菜         |                               |
| 242    | 11月20日 | 日本の新観光スポットを探せ                                         | 井ノ原快彦 | 森田剛     |                  | ナンシー／シモネ              |
| 242    | 11月20日 | クイズ外国人が出しました!                                          | 井ノ原快彦 | 森田剛     | 山本里菜         |                               |
| 243    | 11月27日 | クイズ外国人が出しました! ウズベキスタン編                         | 岡田准一   | 長野博     | 山本里菜         |                               |
| 243    | 11月27日 | クイズ外国人が出しました! オマーン編                               | 岡田准一   | 森田剛     | 山本里菜         |                               |
| 243    | 11月27日 | クイズ外国人が出しました! トルコ編                                 | 三宅健     | 森田剛     | 山本里菜         |                               |
| 244    | 12月4日  | 芸国人パフォーマンス・ショー GREATEST SHOWTIME                     | 岡田准一   | 森田剛     |                  |                               |
| 244    | 12月4日  | クイズ外国人が出しました!                                          | 坂本昌行   | 三宅健     | 山本里菜         |                               |
| 245    | 12月11日 | 日本の新観光スポットを探せ                                         | 坂本昌行   | 三宅健     |                  | ナンシー／シモネ              |
| 245    | 12月11日 | クイズ外国人が出しました!                                          | 岡田准一   | 森田剛     | 山本里菜         |                               |
| 246    | 12月18日 | 日本の新観光スポットを探せ                                         | 坂本昌行   | 三宅健     |                  | ナンシー／シモネ              |
| 246    | 12月18日 | クイズ外国人が出しました!                                          | 坂本昌行   | 三宅健     | 山本里菜         |                               |

### 2020年
| 2020年 | 2020年   | 2020年                                                            | 2020年                                         | 2020年                                         | 2020年                                         | 2020年                                         |
| 回     | 放送日   | 内容                                                              | 進行役                                         | 判定役                                         | 進行アナウンサー                               | スタジオゲスト                                 |
| ------ | -------- | ----------------------------------------------------------------- | ---------------------------------------------- | ---------------------------------------------- | ---------------------------------------------- | ---------------------------------------------- |
| 247    | 1月8日   | 日本の新観光スポットを探せ 傑作選                                 |                                                |                                                |                                                |                                                |
| 248    | 1月15日  | 日本の新観光スポットを探せ                                        | 森田剛                                         | 岡田准一                                       |                                                | ナンシー／ミシェル                             |
| 248    | 1月15日  | クイズ外国人が出しました!                                         | 森田剛                                         | 岡田准一                                       | 山本里菜                                       |                                                |
| 249    | 1月22日  | 日本の新観光スポットを探せ                                        | 長野博                                         | 岡田准一                                       |                                                | ミシェル／シモネ                               |
| 249    | 1月22日  | クイズ外国人が出しました!                                         | 井ノ原快彦                                     | 森田剛                                         | 山本里菜                                       |                                                |
| 250    | 1月29日  | クイズ外国人が出しました!                                         | 井ノ原快彦                                     | 森田剛                                         | 皆川玲奈                                       |                                                |
| 250    | 1月29日  | クイズ外国人が出しました!                                         | 長野博                                         | 岡田准一                                       | 皆川玲奈                                       |                                                |
| 251    | 2月5日   | クイズ外国人が出しました!                                         | 井ノ原快彦                                     | 長野博                                         | 山本里菜                                       |                                                |
| 251    | 2月5日   | 芸国人パフォーマンス・ショー GREATEST SHOWTIME                    | 井ノ原快彦                                     | 森田剛                                         |                                                |                                                |
| 252    | 2月12日  | 日本の新観光スポットを探せ                                        | 長野博                                         | 三宅健                                         |                                                | リディア                                       |
| 252    | 2月12日  | クイズ外国人が出しました!                                         | 坂本昌行                                       | 岡田准一                                       | 山本里菜                                       |                                                |
| 253    | 2月19日  | 世界のランキングですご６                                          | 坂本昌行 岡田准一                              | 長野博 三宅健                                  | 山本里菜                                       |                                                |
| 254    | 2月26日  | クイズ外国人が出しました!                                         | 坂本昌行                                       | 岡田准一                                       | 山本里菜                                       |                                                |
| 254    | 2月26日  | 日本の新観光スポットを探せ                                        | 坂本昌行                                       | 岡田准一                                       |                                                | シモネ／ミシェル                               |
| 255    | 3月4日   | 日本の新観光スポットを探せ                                        | 長野博                                         | 三宅健                                         |                                                | シモネ／ミシェル                               |
| 255    | 3月4日   | クイズ外国人が出しました!                                         | 長野博                                         | 三宅健                                         | 山本里菜                                       |                                                |
| 256    | 3月11日  | クイズ外国人が出しました!                                         | 坂本昌行                                       | 三宅健                                         | 田村真子                                       |                                                |
| 256    | 3月11日  | 日本の新観光スポットを探せ                                        | 井ノ原快彦                                     | 岡田准一                                       |                                                | シモネ／ミシェル                               |
| 257    | 3月18日  | 世界のランキングですご６                                          | 坂本昌行 三宅健                                | 井ノ原快彦 岡田准一                            | 山本里菜                                       |                                                |
| 258    | 3月25日  | クイズ外国人が出しました!                                         | 井ノ原快彦                                     | 岡田准一                                       | 山本里菜                                       |                                                |
| 258    | 3月25日  | 日本の新観光スポットを探せ                                        | 坂本昌行                                       | 三宅健                                         |                                                | シモネ／ミシェル                               |
| 259    | 4月1日   | まれな知識を持つガール「まれ知ゃん」                              | 井ノ原快彦                                     | 岡田准一                                       | 山本里菜                                       |                                                |
| 260    | 4月15日  | クイズ外国人が出しました!                                         | 坂本昌行                                       | 長野博                                         | 山本里菜                                       |                                                |
| 260    | 4月15日  | 巷のリアルマネー事情                                              | 坂本昌行                                       | 長野博                                         |                                                | シモネ／サコ                                   |
| 261    | 4月22日  | 世界のランキングですご６                                          | 長野博 坂本昌行                                | 三宅健 森田剛                                  | 山本里菜                                       |                                                |
| 262    | 4月29日  | クイズ外国人が出しました!                                         | 三宅健                                         | 森田剛                                         | 山本里菜                                       |                                                |
| 262    | 4月29日  | 日本の新観光スポットを探せ                                        | 坂本昌行                                       | 長野博                                         |                                                | シモネ／サコ                                   |
| 263    | 5月6日   | クイズ外国人が出しました!                                         | 長野博                                         | 岡田准一                                       | 皆川玲奈                                       |                                                |
| 263    | 5月6日   | 芸国人パフォーマンス・ショー GREATEST SHOWTIME                    | 三宅健                                         | 森田剛                                         |                                                |                                                |
| -      | 5月13日  | 放送休止（『ミッションV6セレクション』を放送）                    | 放送休止（『ミッションV6セレクション』を放送） | 放送休止（『ミッションV6セレクション』を放送） | 放送休止（『ミッションV6セレクション』を放送） | 放送休止（『ミッションV6セレクション』を放送） |
| -      | 5月20日  | 放送休止（『ミッションV6セレクション』を放送）                    | 放送休止（『ミッションV6セレクション』を放送） | 放送休止（『ミッションV6セレクション』を放送） | 放送休止（『ミッションV6セレクション』を放送） | 放送休止（『ミッションV6セレクション』を放送） |
| 264    | 6月10日  | クイズ外国人が出しました! 傑作選                                  |                                                |                                                |                                                |                                                |
| 265    | 6月17日  | 日本の新観光スポットを探せ 謎のグルメスポット傑作4連発            |                                                |                                                |                                                |                                                |
| 266    | 6月24日  | 世界のランキングですご６                                          | 森田剛 坂本昌行                                | 三宅健 岡田准一                                | 山本里菜                                       |                                                |
| 267    | 7月1日   | 芸国人パフォーマンス・ショー GREATEST SHOWTIME                    | 岡田准一                                       | 森田剛                                         |                                                |                                                |
| 268    | 7月8日   | クイズ外国人が出しました!                                         | 坂本昌行                                       | 三宅健                                         | 山本里菜                                       |                                                |
| 268    | 7月8日   | クイズ外国人が出しました!                                         | 岡田准一                                       | 森田剛                                         | 山本里菜                                       |                                                |
| 269    | 7月15日  | 世界のランキングですご６                                          | 坂本昌行 岡田准一                              | 三宅健 森田剛                                  | 山本里菜                                       |                                                |
| 270    | 7月22日  | クイズ外国人が出しました!                                         | 坂本昌行                                       | 岡田准一                                       | 山本里菜                                       |                                                |
| 270    | 7月22日  | クイズ外国人が出しました!                                         | 井ノ原快彦                                     | 森田剛                                         | 山本里菜                                       |                                                |
| 271    | 7月29日  | クイズ外国から出しました!「インド」「ジョージア」                 | 坂本昌行                                       | 岡田准一                                       | 山本里菜                                       |                                                |
| 272    | 8月5日   | 世界のランキングですご６                                          | 坂本昌行 森田剛                                | 井ノ原快彦 岡田准一                            | 山本里菜                                       |                                                |
| 273    | 8月12日  | 芸国人パフォーマンス・ショー GREATEST SHOWTIME                    | 井ノ原快彦                                     | 森田剛                                         |                                                |                                                |
| 274    | 8月19日  | 外国人妻リモート座談会2020                                        | 長野博                                         | 三宅健                                         |                                                | シモネ／ミシェル                               |
| 275    | 8月26日  | クイズ外国から出しました!「アメリカ・セントルイス」               | 長野博                                         | 三宅健                                         | 山本里菜                                       |                                                |
| 276    | 9月2日   | 世界のランキングですご６                                          | 長野博 岡田准一                                | 三宅健 森田剛                                  | 山本里菜                                       |                                                |
| 277    | 9月9日   | 芸国人パフォーマンス・ショー GREATEST SHOWTIME                    | 岡田准一                                       | 森田剛                                         |                                                |                                                |
| 278    | 9月16日  | 森田が選ぶ もう一度見たいグレイテスト・ショータイム! ベスト10     | 森田剛                                         | 森田剛                                         |                                                |                                                |
| 279    | 9月23日  | 世界のランキングですご６                                          | 坂本昌行 三宅健                                | 森田剛 岡田准一                                | 近藤夏子                                       |                                                |
| 280    | 9月30日  | クイズ外国から出しました!「ベラルーシ」                           | 三宅健                                         | 岡田准一                                       | 伊東楓                                         |                                                |
| 281    | 10月7日  | クイズ外国から出しました!「セルビア」                             | 三宅健                                         | 岡田准一                                       | 伊東楓                                         |                                                |
| 282    | 10月21日 | クイズ世界の〇〇にハマっちゃった人!                               | 坂本昌行                                       | 長野博                                         | 近藤夏子                                       |                                                |
| 283    | 10月28日 | その後が気になる外国人の近況大調査!                               | 坂本昌行                                       | 三宅健                                         |                                                | ルーシー／シモネ                               |
| 284    | 11月4日  | V6の愛なんだ2020延長戦 パフォーマンスリレー! V6も頑張りました! 編 | V6                                             | V6                                             | V6                                             | V6                                             |
| 285    | 11月11日 | クイズ外国から出しました!「フランス・リール」                     | 長野博                                         | 岡田准一                                       | 山本里菜                                       |                                                |
| 286    | 11月18日 | クイズ外国から出しました!「ポーランド」                           | 長野博                                         | 岡田准一                                       | 山本里菜                                       |                                                |
| 287    | 11月25日 | クイズ外国から出しました!「マレーシア」                           | 坂本昌行                                       | 三宅健                                         | 近藤夏子                                       |                                                |
| 288    | 12月2日  | 巷のリアルマネー事情                                              | 坂本昌行                                       | 井ノ原快彦                                     |                                                | シモネ／ミシェル                               |
| 289    | 12月9日  | 世界のランキングですご６                                          | 井ノ原快彦 坂本昌行                            | 岡田准一 森田剛                                | 山本里菜                                       |                                                |
| 290    | 12月16日 | クイズ外国から出しました! 「ケニア」                              | 森田剛                                         | 岡田准一                                       | 山本里菜                                       |                                                |
| 291    | 12月23日 | 世界のふるさとメシ2020                                            | 坂本昌行                                       | 井ノ原快彦                                     |                                                | シモネ                                         |

### 2021年
| 2021年 | 2021年   | 2021年                                                         | 2021年              | 2021年              | 2021年           | 2021年               |
| 回     | 放送日   | 内容                                                           | 進行役              | 判定役              | 進行アナウンサー | スタジオゲスト       |
| ------ | -------- | -------------------------------------------------------------- | ------------------- | ------------------- | ---------------- | -------------------- |
| 292    | 1月6日   | クイズ外国人が出しました!SP（総集編・未公開映像）              |                     |                     |                  |                      |
| 293    | 1月13日  | クイズ外国から出しました! 「タイ」                             | 岡田准一            | 三宅健              | 山本里菜         |                      |
| 294    | 1月20日  | クイズ外国から出しました! 「オーストラリア・メルボルン①」      | 坂本昌行            | 長野博              | 山本里菜         |                      |
| 294    | 1月20日  | 新観光専門店                                                   | 岡田准一            | 三宅健              |                  | ナンシー／シモネ     |
| 295    | 1月27日  | 日本の新観光スポットを探せ                                     | 坂本昌行            | 長野博              |                  | ナンシー／シモネ     |
| 295    | 1月27日  | クイズ外国から出しました! 「オーストラリア・メルボルン②」      | 坂本昌行            | 長野博              | 山本里菜         |                      |
| 296    | 2月3日   | 巷のリアルマネー事情                                           | 井ノ原快彦          | 岡田准一            |                  | クワイエット／シモネ |
| 297    | 2月10日  | 世界のランキングですご６                                       | 井ノ原快彦 森田剛   | 三宅健 岡田准一     | 山本里菜         |                      |
| 298    | 2月17日  | クイズ海外から出しました! 「台湾」                             | 井ノ原快彦          | 岡田准一            | 山本里菜         |                      |
| 299    | 2月24日  | クイズ外国から出しました! 「ポーランド・ワルシャワ」           | 三宅健              | 森田剛              | 山本里菜         |                      |
| 300    | 3月3日   | クイズ外国から出しました! 「インドネシア」                     | 井ノ原快彦          | 森田剛              | 山本里菜         |                      |
| 301    | 3月10日  | クイズ外国から出しました!「アメリカ・ロサンゼルス」            | 井ノ原快彦          | 森田剛              | 山本里菜         |                      |
| 302    | 3月17日  | クイズ外国から出しました!「アメリカ・ハワイ」                  | 長野博              | 岡田准一            | 近藤夏子         |                      |
| 303    | 3月24日  | 世界のランキングですご６                                       | 長野博 森田剛       | 井ノ原快彦 岡田准一 | 近藤夏子         |                      |
| 304    | 3月31日  | 新観光専門店                                                   | 坂本昌行            | 岡田准一            |                  | シモネ／ミシェル     |
| 305    | 4月7日   | 巷のリアルマネー事情                                           | 長野博              | 井ノ原快彦          |                  | シモネ／ミシェル     |
| 306    | 4月14日  | クイズ外国から出しました!「メキシコ・メキシコシティ」          | 坂本昌行            | 岡田准一            | 山本里菜         |                      |
| 307    | 4月21日  | 世界のランキングですご６                                       | 長野博 井ノ原快彦   | 坂本昌行 岡田准一   | 山本里菜         |                      |
| 308    | 4月28日  | 芸国人パフォーマンス・ショー GREATEST SHOWTIME                 | 三宅健              | 森田剛              |                  |                      |
| 309    | 5月5日   | 新観光専門店                                                   | 坂本昌行            | 長野博              |                  | ナンシー／ミシェル   |
| 309    | 5月5日   | クイズ外国から出しました!「ブルガリア」                        | 三宅健              | 森田剛              | 山本里菜         |                      |
| 310    | 5月12日  | クイズ外国から出しました!「ドバイ」                            | 坂本昌行            | 長野博              | 山本里菜         |                      |
| 311    | 5月19日  | クイズ外国から出しました!「シンガポール」                      | 三宅健              | 森田剛              | 山本里菜         |                      |
| 312    | 5月26日  | クイズ外国から出しました!「ニュージーランド」                  | 坂本昌行            | 森田剛              | 山本里菜         |                      |
| 313    | 6月2日   | 世界のランキングですご６                                       | 坂本昌行 三宅健     | 井ノ原快彦 森田剛   | 山本里菜         |                      |
| 314    | 6月9日   | 巷のリアルマネー事情                                           | 井ノ原快彦          | 三宅健              |                  | サコ／シモネ         |
| 315    | 6月16日  | クイズ外国から出しました!「タヒチ」                            | 井ノ原快彦          | 三宅健              | 山本里菜         |                      |
| 316    | 6月23日  | クイズ外国から出しました!「スウェーデン」                      | 坂本昌行            | 三宅健              | 山本里菜         |                      |
| 317    | 6月30日  | 世界のランキングですご６                                       | 坂本昌行 森田剛     | 三宅健 岡田准一     | 山本里菜         |                      |
| 318    | 7月7日   | クイズ外国から出しました!「フィリピン・マニラ」                | 森田剛              | 岡田准一            | 山本里菜         |                      |
| 319    | 7月14日  | 巷のリアルマネー事情                                           | 坂本昌行            | 三宅健              |                  | シャイリー／ミシェル |
| 320    | 7月21日  | クイズ外国から出しました!「パラオ」                            | 井ノ原快彦          | 森田剛              | 山本里菜         |                      |
| 321    | 7月28日  | 世界のランキングですご６                                       | 長野博 森田剛       | 井ノ原快彦 岡田准一 | 山本里菜         |                      |
| 322    | 8月4日   | クイズ外国から出しました!「エクアドル」                        | 長野博              | 岡田准一            | 山本里菜         |                      |
| 323    | 8月11日  | クイズ外国から出しました!「オーストラリア・シドニー」          | 井ノ原快彦          | 森田剛              | 山本里菜         |                      |
| 324    | 8月18日  | クイズ外国から出しました!「エクアドル」（第322回の未公開映像） | 長野博              | 岡田准一            | 山本里菜         |                      |
| 324    | 8月18日  | クイズ外国から出しました!「パラオ」（第320回の未公開映像）     | 井ノ原快彦          | 森田剛              | 山本里菜         |                      |
| 325    | 8月25日  | クイズ外国から出しました!「カナダ」                            | 坂本昌行            | 井ノ原快彦          | 近藤夏子         |                      |
| 326    | 9月1日   | クイズ外国から出しました!「スペイン」                          | 森田剛              | 三宅健              | 山本里菜         |                      |
| 327    | 9月8日   | クイズ外国から出しました!「カンボジア・プノンペン」            | 坂本昌行            | 井ノ原快彦          | 近藤夏子         |                      |
| 328    | 9月15日  | 世界のランキングですご６                                       | 井ノ原快彦 坂本昌行 | 三宅健 森田剛       | 山本里菜         |                      |
| 329    | 9月22日  | V6がメンバー同士ではしゃいじゃってましたSP!（傑作選）          | V6                  | V6                  | V6               | V6                   |
| 330    | 9月30日  | クイズ外国から出しました!V6対抗SP!                             | V6                  | V6                  | 山本里菜         |                      |
| 331    | 10月6日  | クイズ外国から出しました!V6対抗SP!                             | V6                  | V6                  | 山本里菜         |                      |
| 332    | 10月13日 | 世界のランキングですご６                                       | V6                  | V6                  | 山本里菜         |                      |
| 333    | 10月20日 | 世界のランキングですご６                                       | V6                  | V6                  | 山本里菜         |                      |

## ネット局

### 放送終了時点のネット局
| 放送対象地域   | 放送局                    | 系列    | 放送日時                     | 放送期間                                               | 遅れ       | 備考      |
| -------------- | ------------------------- | ------- | ---------------------------- | ------------------------------------------------------ | ---------- | --------- |
| 関東広域圏     | TBSテレビ（TBS）          | TBS系列 | 水曜 0:58 - 1:28（火曜深夜） | 2014年4月23日（22日深夜） - 2021年10月20日（19日深夜） | 制作局     | [ 注 9 ]  |
| 岩手県         | IBC岩手放送（IBC）        | TBS系列 | 水曜 0:58 - 1:28（火曜深夜） | 2014年6月6日（5日深夜） - 2021年10月20日（19日深夜）   | 同時ネット | [ 注 10 ] |
| 岡山県・香川県 | RSK山陽放送（RSK）        | TBS系列 | 水曜 1:52 - 2:22（火曜深夜） | 2014年4月30日（29日深夜） - 不明                       | 遅れネット | [ 注 11 ] |
| 山形県         | テレビユー山形（TUY）     | TBS系列 | 水曜 1:25 - 1:55（火曜深夜） | 2014年5月7日（6日深夜） - 2021年11月16日（15日深夜）   | 遅れネット | [ 注 12 ] |
| 山梨県         | テレビ山梨（UTY）         | TBS系列 | 金曜 1:00 - 1:30（木曜深夜） | 2014年5月9日（8日深夜） - 不明                         | 遅れネット | [ 注 13 ] |
| 長野県         | 信越放送（SBC）           | TBS系列 | 水曜 0:58 - 1:28（火曜深夜） | 2017年4月8日（7日深夜） - 不明                         | 遅れネット | [ 注 14 ] |
| 富山県         | チューリップテレビ（TUT） | TBS系列 | 日曜 1:28 - 1:58（土曜深夜） | 2015年6月22日（21日深夜） - 不明                       | 遅れネット | [ 注 15 ] |

### インターネット配信
| 配信元 | 配信日                         | 配信時間        |
| ------ | ------------------------------ | --------------- |
| TVer   | 2021年1月20日 - 2021年10月20日 | 水曜 1:30 更新  |
| Paravi | 2021年1月20日 - 2021年10月20日 | 水曜 1:30 更新  |
| GYAO!  | 2021年1月20日 - 2021年10月20日 | 水曜 12:00 更新 |

### 過去のネット局
| 放送対象地域   | 放送局                | 系列    | 放送日時                     | 放送期間                                              | 遅れ       | 備考                |
| -------------- | --------------------- | ------- | ---------------------------- | ----------------------------------------------------- | ---------- | ------------------- |
| 宮城県         | 東北放送（TBC）       | TBS系列 | 金曜 1:30 - 2:00（木曜深夜） | 2015年8月26日 - 2017年9月23日（22日深夜）             | 遅れネット | [ 注 16 ]           |
| 静岡県         | 静岡放送（SBS）       | TBS系列 | 火曜 1:41 - 2:11（月曜深夜） | 2014年4月23日（22日深夜） - 2016年3月29日（28日深夜） | 遅れネット | [ 注 17 ]           |
| 広島県         | 中国放送（RCC）       | TBS系列 | 火曜 0:56 - 1:26（月曜深夜） | 2017年5月9日（8日深夜） - 2017年9月26日（25日深夜）   | 遅れネット | [ 注 18 ]           |
| 石川県         | 北陸放送（MRO）       | TBS系列 | 金曜 9:55 - 10:30            | 2015年4月3日 - 2017年3月31日                          | 遅れネット | [ 注 19 ]           |
| 新潟県         | 新潟放送（BSN）       | TBS系列 | 水曜 0:16 - 0:46（火曜深夜） | 2014年4月30日（29日深夜） - 2018年4月4日（3日深夜）   | 遅れネット | [ 注 20 ]           |
| 宮崎県         | 宮崎放送（mrt）       | TBS系列 | 木曜 1:00 - 1:30（水曜深夜） | 2017年10月5日（4日深夜） - 不明                       | 遅れネット |                     |
| 大分県         | 大分放送（OBS）       | TBS系列 | 木曜 0:55 - 1:25（水曜深夜） | 2014年6月27日（26日深夜） - 不明                      | 遅れネット |                     |
| 鳥取県・島根県 | 山陰放送（BSS）       | TBS系列 | 水曜 0:58 - 1:28（火曜深夜） | 2014年5月8日（7日深夜） - 2020年6月                   | 同時ネット | [ 注 21 ]           |
| 福島県         | テレビユー福島（TUF） | TBS系列 | 月曜 16:19 - 16:50           | 2014年4月23日（22日深夜） - 2021年3月22日             | 遅れネット | [ 注 22 ]           |
| 中京広域圏     | CBCテレビ（CBC）      | TBS系列 | 火曜 0:59 - 1:29（月曜深夜） | 2014年5月7日（6日深夜） - 2021年3月30日（29日深夜）   | 遅れネット | [ 注 23 ] [ 注 19 ] |

### 単発放送
- 鹿児島県・南日本放送（MBC） - 2014年6月8日に放送。
- 愛媛県・あいテレビ（itv） - 2014年9月14日に放送。
- 青森県・青森テレビ（ATV） - 2014年9月23日に放送。
- 沖縄県・琉球放送（RBC） - 2015年5月13日に放送。
- 山口県・テレビ山口（tys） - 2021年6月19日に放送。

## スタッフ
- ナレーター：山崎岳彦（第21回 - ）
- 構成：佐藤しっかり、藤谷弥生、村上洋賢、片岡正徳、森田健太郎（片岡・森田→途中から）
- TM：鈴木博之
- TD：江浦友樹
- カメラ：大政則智、端坂嘉寛、喜友名邦裕、遠藤貴史、山口航
- 音声：宇野仁美、小岩英樹
- VE：宮本民雄、對間敏文
- CG：工藤理恵
- メイク：惣門亜希子、池田マユミ、松本未央、浅野有紀
- 美術：森つねお、奥田裕美
- 美術制作：海老原修一
- 美術プロデューサー：前川貢
- 編集：北原直樹
- MA：斎藤直人
- 音効：西方裕弥（ZACK）
- 宣伝：小林恵美子
- デスク：渡辺香織
- 編成：中西真央
- 協力：ジャニーズ事務所
- 衣装協力：男着物加藤商店、Juana de Arco、衣裳らくや
- AP：荒井美妃、堀田光里
- AD：畠山彩月、遠嶋明日美、岡崎里香、徳留卓、広重衣織、曲田夢花、小林佑輔、林美和子、照山友裕、瀧本真史、中塚智也、前田愛、田川さくら、佐々木結子
- ディレクター：大谷裕、及川慶、岩永紗代美、丹野絵梨香（丹野→以前はAD）
- 演出：戸田悠貴（以前はディレクター）
- EP：江藤俊久（第238回 - ）
- 制作プロデューサー：藤田賢城（第238回 -、以前はプロデューサー）
- チーフプロデューサー：石黒光典（第238回 -、以前はMP）
- 制作協力：BERMUDA[2]
- 制作：TBSテレビコンテンツ制作局制作2部
- 製作著作：TBS[2]

### 過去のスタッフ
- ナレーター：コーイチ（第1回 - 第20回）
- 構成：鹿谷忠弘、鈴木遼、藤井輝久
- TM：榎芳栄、長谷川晃司、山下直
- TD：伊東修
- カメラ：北林良一、渡邊岳之、吉田洸、永井岳
- VE：姫野雅美、佐藤公幸、粂川高広
- CG：岩屋朝仁
- 美術デザイン：木村真梨子
- メイク：松前恵美子、日髙綾子、吉田謙二
- MP：中川通成
- 編成：渡辺信也、辻有一、中島啓介、加藤丈博、松本友香
- ディレクター：加納祥、大馬渡伸、亀崎祐介、守山龍之介、升本武志、秋津貴宣、伊東春香（伊東→以前はAD）
- 演出：鴛海剛、内山大輔、有馬巨人
- プロデューサー：金原将公[2]、馬場哉
- 制作協力：frame inf.、Gothic

## エンディングテーマ
- V6「BEAT OF LIFE」（初回 - 第82回）
- V6「by your side」（第83回 - 第136回）
- V6「レッツゴー6匹」（第137回 - 第325回）
- V6「トビラ」（第326回 - 第333回）